# Сумњиво лице (филм из 1989)
Сумњиво лице је југословенски телевизијски филм снимљен у продукцији Телевизије Београд 1989. године према истоименој комедији Бранислава Нушића из 1888. године. Редитељ је Арса Милошевић док је директор фотографије Милан Павловић, сценограф Жак Кукић, костимограф Миланка Берберовић и монтажа Слободан Бајкић.

## Улоге
| Глумац                    | Улога                           |
| ------------------------- | ------------------------------- |
| Иван Бекјарев             | Јеротије Пантић, срески капетан |
| Милан Штрљић              | Вића                            |
| Миодраг Радовановић       | Жика писар                      |
| Никола Симић              | Милисав писар                   |
| Светислав Гонцић          | Ђорђе Ђока Ристић               |
| Милан Лане Гутовић        | Алекса Жунић                    |
| Велимир Животић           | Таса практикант                 |
| Неда Арнерић              | Анђа Пантић, жена               |
| Гала Виденовић            | Марица Пантић, ћерка            |
| Бранислав Цига Миленковић | Газда Спаса                     |
| Стеван Гардиновачки       | Газда Миладин                   |
| Михајло Бата Паскаљевић   | Јоса - пандур                   |